# Береснев Олексій Сергійович
Олексій Сергійович Береснев (24 жовтня 1930, с. Зізьманово (нині — Духовщинський район Смоленської області) — 13 січня 2014, Смоленськ) — винахідник, вчений у галузі плазмових технологій, почесний громадянин міста Смоленська. 

## Біографія
Олексій Береснев народився 24 жовтня 1930 року в селі Зізьманово (нині — Духовщинський район Смоленської області). З 1931 року разом з родиною проживав в Ярцево. Під час німецько-радянської війни в 1941—1943 роках перебував в окупації. Після закінчення війни Береснев закінчив школу і в 1949 році вступив на навчання в МВТУ імені Н.Е. Баумана. Під час навчання на 4 і 5 курсах університету працював на кафедрі зварювання, де захопився зварювальними процесами. В 1956 році з розподілу Береснев виїхав до Могильова, де працював технологом, майстром цеху по зварці на заводі «Строммашина». 
У січні 1957 року за власним бажанням Береснев перейшов на роботу на Смоленський авіаційний завод. Працював старшим технологом, керівником технологічного бюро слюсарно-зварювального цеху, начальником технічної служби агрегатно-зварювального цеху. 
Винахідник нагороджений великою срібною медаллю на ВДНГ у 1960 році за вперше розроблене та впроваджене у виробництво зварювальне обладнання та зварювальні процеси. З того ж року він очолював відділ зварювання авіазаводу. З того часу його нові винаходи регулярно представлялися на найбільших виставках не лише в СРСР, а й у світі. Тільки за 1965 рік він отримав 22 медалі на ВДНГ СРСР. В 1966 році Береснев винайшов перший у світі плазмовий пістолет для зварювальних робіт, за який в 1967 році нагороджений золотою медаллю ВДНГ СРСР. В 1967 році ним же була розроблена плазмова установка для різання високоміцних деталей з нержавіючої сталі, за яку в 1969 році знову був нагороджений золотою медаллю ВДНГ СРСР. Дві такі золоті медалі ВДНГ СРСР Береснев отримав в 1974 та 1978 роках за розробку водневого плазмового апарату та установку для різання металів великої товщини. Крім ВДНГ СРСР, винаходи Береснєва багаторазово виставлялися на великих міжнародних виставках в Парижі, Варшаві, Пекіні, Тегерані, Римі, Палермо, Мілані, Празі, Ганновері . 
Крім виробничого обладнання, Береснев займався винаходами в галузі медицини та сільського господарства. Так, в 1994 році ним створені перші в світі лапораскопічні та фізіотерапевтичні плазматрони, установки для передпосівної обробки насіння зернових. В 2000 році розроблене ним медичне та сільськогосподарське плазменне обладнання виставлялося на Санкт-Петербурзькому міжнародному економічному форумі, в тому ж році на Першому всеросійському конкурсі «Інженер року Росії» Береснев переміг у номінації «медичне обладнання». У 2001 році винаходи Береснева виставлялися на Першому міжнародному форумі інновацій та інвестицій, де винахідник був нагороджений трьома золотими медалями та Почесними дипломами. 
З серпня 2001 року Береснев працював генеральним конструктором Московського центру плазмових технологій. У березні 2005 року Береснев виступав з доповіддю про свої розробки в області плазмових технологій на розширеній Президії Російської інженерної академії, на якому вони були визнані такими, що не мають аналогів у світі. 
Рішенням Смоленської міської ради від 26 серпня 2005 року Олексію Бересневу присвоєно звання Почесного громадянина Смоленська . 
Помер 13 січня 2014 в Смоленську .